# Les Aventures de Giuseppe Bergman
Les Aventures de Giuseppe Bergman (Giuseppe Bergman en italien) est une série de bande dessinée italienne créée par Milo Manara, débutée dans (À suivre) en 1978 et parue pour la première fois en album en 1980.

## Commentaire
Les Aventures de Giuseppe Bergman  firent découvrir au public le génie graphique et scénaristique de l'auteur. Giuseppe Bergman est un anti-héros à l'italienne mais dont le destin est d'aller à l'aventure. Car là est le principal objet de cette série de bandes dessinées : l'aventure, sous toutes ses formes. Explorant de nouvelles voies graphiques et de nouveaux procédés créatifs, Manara réinvente l'art de la bande dessinée en faisant participer son personnage préféré à une aventure alternant entre le fantastique, l'érotique, le grotesque et le terrifiant. Dans cet univers fou, décadent et pourtant réaliste, Giuseppe est guidé par un « maître d'aventure ».
Ce maitre est un véritable virtuose puisqu'il s'agit d'un certain HP, initiales derrière lesquelles ont reconnaît aisément Hugo Pratt, vieil ami de Manara. HP est en quelque sorte le fil rouge de l'histoire. Il est le chef d'orchestre qui déroule la succession d'obstacles et de rebondissements devant Giuseppe pour lui permettre de devenir le héros de sa propre aventure. L'inventivité du scénario et le raffinement du dessin de Manara (alors très sensible aux créations de Mœbius) marqueront la naissance d'une véritable famille de dessinateurs italiens.

## Albums
1. HP et Giuseppe Bergman, 1980
H.P. e Giuseppe Bergman, 1978, et Un autore in cerca di sei personaggi, 1980
2. Jour de colère, 1983
Dies Irae (Le avventure africane di Giuseppe Bergman), 1982
3. Rêver, peut-être[1], 1989
Sognare forse… (Le avventure asiatiche di Giuseppe Bergman), 1988
4. Revoir les étoiles, 1998
A riveder le stelle

Les albums qui précèdent ont été réédités avec un nouveau découpage.
1. HP et Giuseppe Bergman : Le Maître de Venise, janvier 2005
2. HP et Giuseppe Bergman : La Route de Macondo, mars 2005
3. Jour de colère : Premier Rôle, août 2005
4. Jour de colère : Tous en scène, novembre 2005
5. Jour de colère : La Vierge murée, mars 2005
6. Rêver peut-être : La Fleur mystérieuse, juin 2006
7. Rêver peut-être : Les Épines de Kali, août 2006
8. Revoir les étoiles, janvier 2007
9. L’Odyssée de Giuseppe Bergman, mars 2004 (inédit)
L'odissea di Bergman (Le avventure metropolitane di Giuseppe Bergman), 2004

À partir de 2009, le label Drugstore des éditions Glénat entame un travail de réédition des œuvres de Milo Manara, commencé avec les bandes dessinées issues du catalogue d’Albin Michel et se poursuivant en 2011 par Giuseppe Bergman.
1. Aventures vénitiennes, janvier 2011
2. Aventures africaines, mai 2011
3. Aventures orientales, janvier 2012
4. Aventures mythologiques, juillet 2012

## Publication

### Périodiques
- (À suivre)

### Éditeurs
- Nuova Frontiera : version italienne
- Casterman : tomes 1 à 4 (première édition des tomes 1 à 4)
- Les Humanoïdes Associés : tomes 1 à 9 (première édition du tome 9)
- Drugstore : tomes 1 à 3